# Ignasi Miquel
Ignasi Miquel Pons (ur. 28 września 1992 w Barcelonie) – hiszpański piłkarz występujący na pozycji obrońcy w hiszpańskim klubie Granada CF.

## Kariera

### Arsenal
W sezonie 2009/10 Miquel był kapitanem zespołu rezerw, w którego barwach rozegrał 12 spotkań. W styczniu 2011 roku wszedł został powołany do kadry pierwszego zespołu na pucharowe mecze z Ipswich Town i Leeds United, jednakże w żadnym z tych spotkań nie wystąpił. 20 lutego 2011 roku ogłoszono, że Miquel znajdzie się w wyjściowym składzie Arsenalu na mecz piątej rundy Pucharu Anglii przeciwko Leyton Orient i tym samym zaliczy swój pierwszy oficjalny występ w barwach klubu. Hiszpan rozegrał pełne 90 minut, natomiast Arsenal zremisował z Leyton 1:1. 2 marca 2011 Miquel ponownie rozegrał pełne 90 minut w wygranym 5:0 powtórzonym spotkaniu z Leyton Orient.

#### 2011-12
Miquel rozpoczął sezon jako zawodnik pierwszej drużyny. Co prawda nie wyjechał z zespołem na tournée w Azji ani nie uczestniczył w innych meczach towarzyskich, to jednak kontuzje Laurenta Koscielnego i Johana Djourou sprawiły, że zadebiutował w meczu z Liverpoolem 20 sierpnia. Miquel znalazł się również w kadrze meczowej na mecz kwalifikacyjny Ligi Mistrzów z Udinese 24. sierpnia.

## Sukcesy

### Hiszpania U-19
- Mistrzostwa Europy U-19: 2011

## Statystyki kariery
(aktualne na dzień 29 kwietnia 2019)
| Klub               | Sezon              | Liga               | Liga  | Liga   | Puchary krajowe | Puchary krajowe | Europa | Europa | Suma  | Suma   |
| Klub               | Sezon              | Liga               | Mecze | Bramki | Mecze           | Bramki          | Mecze  | Bramki | Mecze | Bramki |
| ------------------ | ------------------ | ------------------ | ----- | ------ | --------------- | --------------- | ------ | ------ | ----- | ------ |
| Arsenal            | 2010/11            | Premier League     | 0     | 0      | 2               | 0               | 0      | 0      | 2     | 0      |
| Arsenal            | 2011/12            | Premier League     | 4     | 0      | 4               | 0               | 1      | 0      | 9     | 0      |
| Arsenal            | 2012/13            | Premier League     | 1     | 0      | 2               | 1               | 0      | 0      | 3     | 1      |
| Leicester City     | 2013/14            | Championship       | 7     | 0      | 5               | 1               | 0      | 0      | 12    | 1      |
| Norwich City       | 2014/15            | Championship       | 0     | 0      | 2               | 0               | 0      | 0      | 2     | 0      |
| SD Ponferradina    | 2015/16            | Segunda División   | 25    | 0      | 2               | 0               | 0      | 0      | 27    | 0      |
| CD Lugo            | 2016/17            | Segunda División   | 33    | 2      | 0               | 0               | 0      | 0      | 33    | 2      |
| CD Lugo            | 2017/18            | Segunda División   | 16    | 1      | 1               | 0               | 0      | 0      | 17    | 1      |
| Málaga CF          | 2017/18            | Primera División   | 20    | 0      | 0               | 0               | 0      | 0      | 20    | 0      |
| Getafe CF          | 2018/19            | Primera División   | 7     | 0      | 3               | 0               | 0      | 0      | 10    | 0      |
| Ogólnie w karierze | Ogólnie w karierze | Ogólnie w karierze | 113   | 3      | 21              | 1               | 1      | 0      | 135   | 5      |